# Mamprusi est

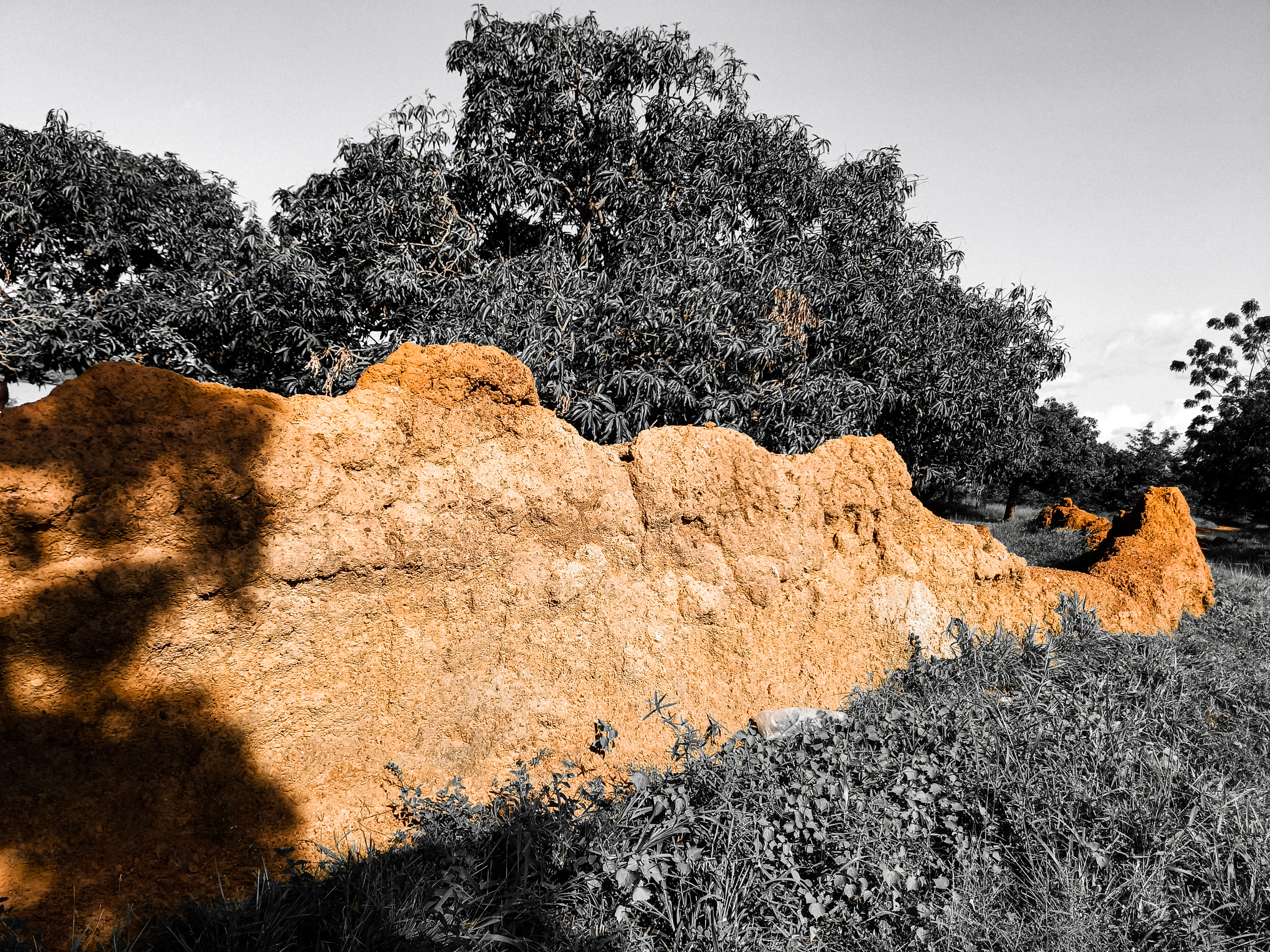
Un ancien mur de défense construit à Nalerigu, dans le district de Mamprusi est, par Naa Jaringa. Septembre 2021.

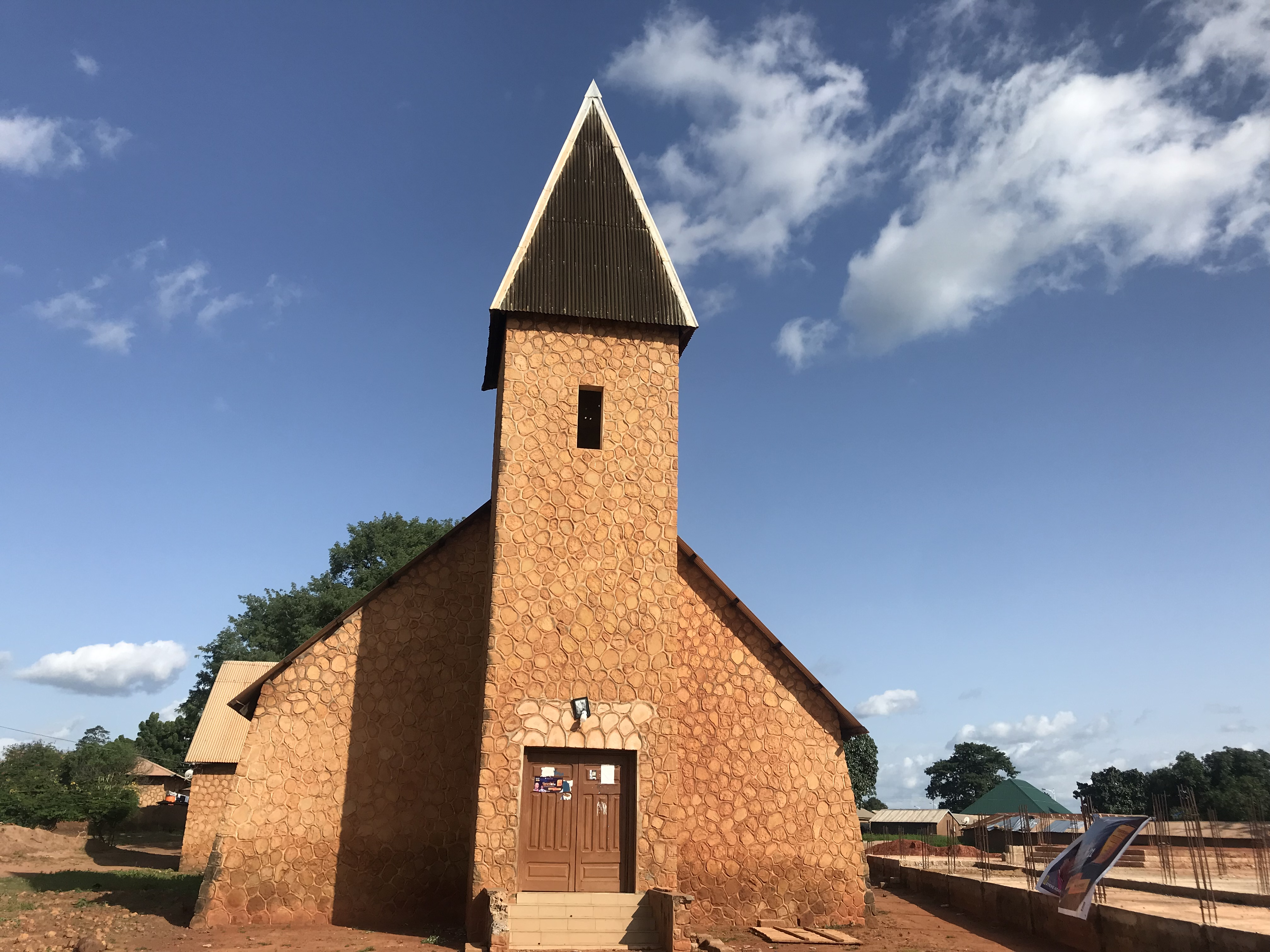
Une vieille église à Nalerigu, Mamprusi est.

Le district de Mamprusi est est l’un des vingt districts de la Région du Nord du Ghana.